# Andreas Kimmelmann
Andreas Manuel Kimmelmann (* 29. Januar 1979 in München) ist ein deutscher Schriftsteller und Jurist.

## Biografie
Andreas Kimmelmann besuchte das Rainer-Maria-Rilke-Gymnasium in Icking (Bayern). Nach dem Abitur studierte er Jura in München, wo er später u. a. als Rechtsanwalt in der Kanzlei des bekannten Strafverteidigers Rolf Bossi arbeitete.
Seit 2007 veröffentlichte er mehrere Kurzgeschichten, v. a. im Krimi- und Horrorgenre in Magazinen, Anthologien und Internetmagazinen, unter anderem die mehrfach diskutierte Geschichte "Agenda 2050" über eine düstere Vision eines zukünftigen Bildungssystems. Im Juli 2011 schließlich erschien sein Kriminalroman "Mord im Lichthof" über den ersten Fall des Münchner Junganwalts Alwin Eichhorn im Titus Verlag. Von Dezember 2010 bis Juli 2011 erschienen fünf Bände der Kinderbuchreihe "Bayernmaxl" im Verlag P.M. Publishing-Media-GmbH, für die Andreas Kimmelmann die Texte schrieb. Für seine Horror-Kurzgeschichte "Aufgeblasenes Pack" wurde Andreas Kimmelmann Ende 2011 auf der Frankfurter Buchmesse mit dem 3. Platz beim Ersten Deutschen E-Book-Preis ausgezeichnet. Die Geschichte wurde im selben Jahr in der E-Book-Anthologie "Best of Electronic Publishing 2011" bei Satzweiss/Chichili veröffentlicht.
Im März 2012 erschien seine Kurzkrimi-Sammlung "Falsche Schritte, dunkle Pfade" als E-Book bei Satzweiss/Chichili. Seine Kurzgeschichte "Neue Perspektiven" wurde in der zugehörigen Anthologie "Ein Gefühl für Mord. Die besten Einsendungen zum Agatha-Christie-Krimipreis 2012" bei Fischer E-Books veröffentlicht.
Im Juni 2014 veröffentlichte Andreas Kimmelmann eine Stellungnahme, in der er sich öffentlich zu Jesus Christus bekannte und ankündigte, dass dies auch Einfluss auf seine Arbeit haben werde. Seine Figuren sollten keine unmoralischen Anti-Helden mehr sein, sondern ihr Leben in den Griff kriegen und glücklich werden.

## Werke

### Wissenschaftliche Werke
- Die Folter im Beweisverfahren der Leges Visigothorum: Chindasvinths Gesetzgebung im Spiegel der westgotischen Rechtsentwicklung. 2011, Frankfurt: Peter Lang GmbH, Internationaler Verlag der Wissenschaften. ISBN 978-3-631-60982-8.

### Romane
- Der Richter und sein Mörder. 2013, Wiesbaden: Titus Verlag. ISBN 978-3-944935-09-6.
- Mord im Lichthof. 2011, Wiesbaden: Titus Verlag. ISBN 978-3-942277-27-3.
- Der Fluch des Schattenkönigs. 1. Aufl. 2007, Friedberg: Schlosser. ISBN 978-3-939783-54-1.
- Virus X: die letzten Tage im Diesseits. 1. Aufl., 2007, Friedberg: Schlosser. ISBN 978-3-939783-23-7.

### Kinderbücher
- Maxl macht eine Schlittenfahrt. 2010, Wolfratshausen: PM Publishing- und Media GmbH. ISBN 978-3-981404-91-3.
- Maxl und der Maibaum. 2010, Wolfratshausen: PM Publishing- und Media GmbH. ISBN 978-3-981404-92-0.
- Maxls schönstes Silvester. 2010, Wolfratshausen: PM Publishing- und Media GmbH. ISBN 978-3-981404-93-7.
- Maxl bei der Fischer Vroni. 2011, Wolfratshausen: PM Publishing- und Media GmbH. ISBN 978-3-9814049-4-4.